# Perlfarngewächse
Die Perlfarngewächse (Onocleaceae) sind eine Pflanzenfamilie in der Ordnung der Tüpfelfarnartigen (Polypodiales) innerhalb der Echten Farne (Polypodiopsida).

## Merkmale

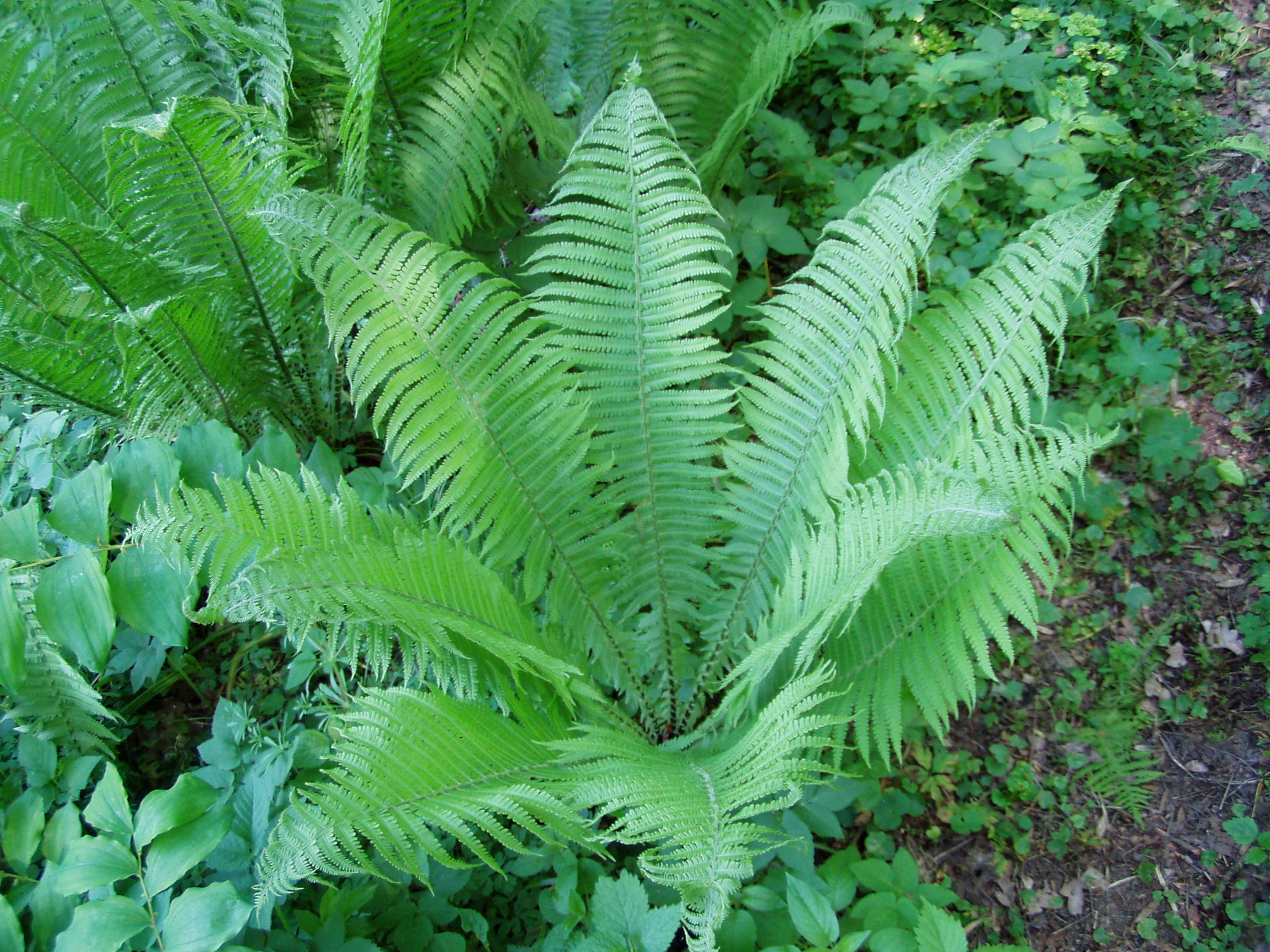
Straußenfarn (Matteuccia struthiopteris)

Die Rhizome sind lang bis kurz kriechend bis aufsteigend, manchmal bilden sie Ausläufer (Matteuccia, Onocleopsis). Die Blätter sind ausgeprägt dimorph: die fertilen sind wesentlich anders gestaltet als die sterilen. Der Blattstiel hat zwei Leitbündel, die sich distal zu einem rinnenförmigen vereinigen. Die Blattspreiten sind fiederspaltig bis gefiedert. Die Nerven enden frei oder sind anastomosierend. Die Sporen sind nierenförmig, braun bis grün. Die Sori sind von den umgerollten Blatträndern eingeschlossen. Manchmal kommen zusätzlich auch echte Indusien vor. 
Die Chromosomengrundzahl beträgt x = 37 bei Onoclea und 39 bzw. 40 bei den anderen Gattungen.

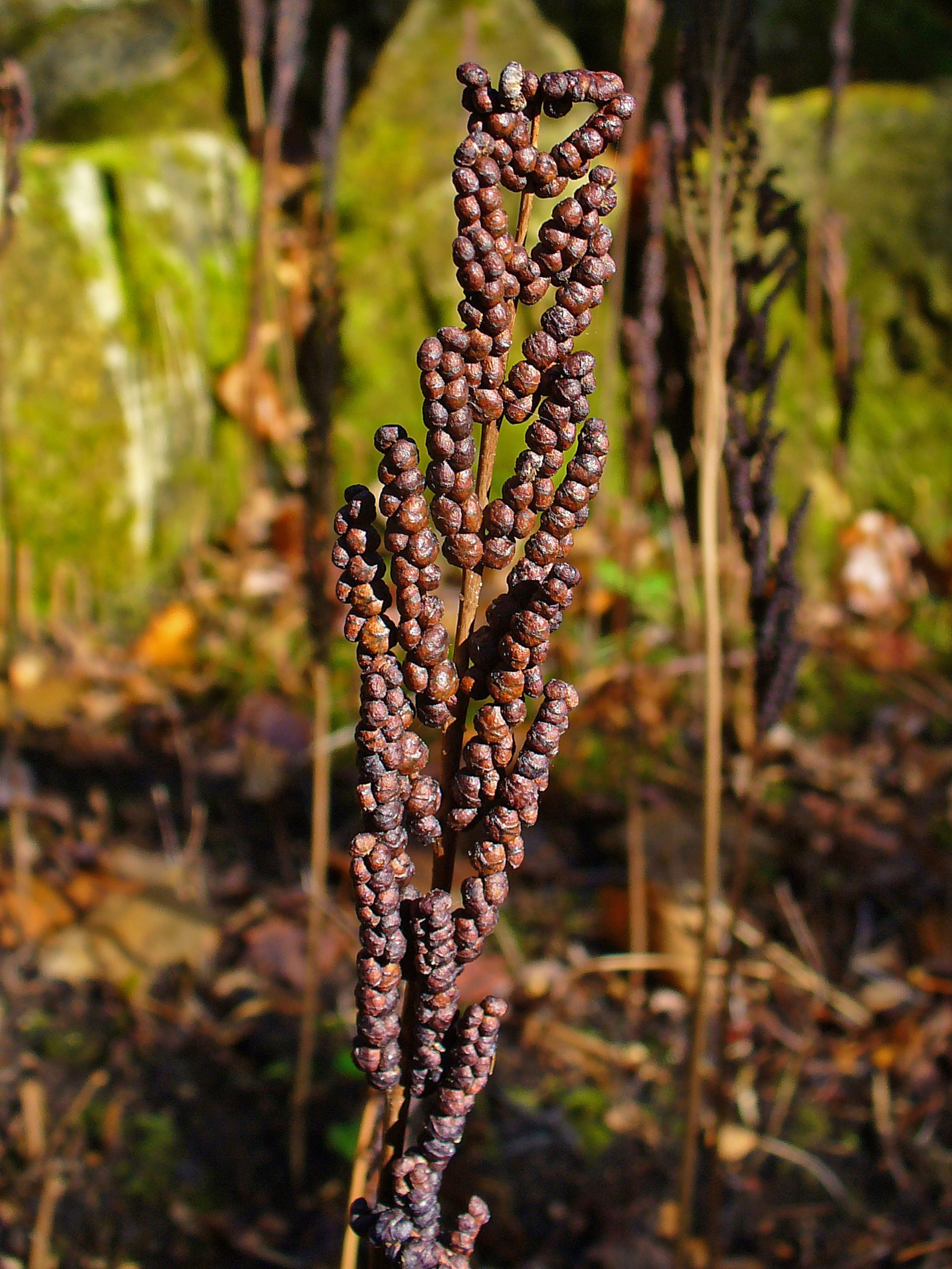
"Perlen" des Perlfarns (Onoclea sensibilis)

## Systematik und Verbreitung
Die Familie Onocleaceae ist monophyletisch. Ihr Schwestertaxon sind die Blechnaceae.
Die Arten der Familie Onocleaceae gedeihenterrestrisch vorwiegend in den gemäßigten Gebieten der Nordhalbkugel und in Mexiko. In China gibt es drei Gattungen mit vier Artem.
Die Familie Onocleaceae umfasst vier Gattungen mit insgesamt nur fünf bis acht Arten:
- Matteuccia Tod. (Syn.: Pteretis Raf.): Je nach Autor gibt es eine oder zwei Arten, beispielsweise:
  - Straußenfarn (Matteuccia struthiopteris (L.) Tod.): Es gibt je nach Autor Subtaxa[1] oder keine.[3]
- Onoclea L. (Syn.: Angiopteris Adans., Pterinodes Kuntze): Es gibt nur eine Art:
  - Perlfarn (Onoclea sensibilis) L.: Sie kommt vom südöstlichen Sibirien bis China und Japan vor. Es gibt zwei Varietäten:[1]
    - Onoclea sensibilis var. interrupta Maxim.: Sie ist von Russland über Korea, Japan, die Innere Mongolei bis zu den chinesischen Provinzen Hebei, Heilongjiang, Henan, Jilin sowie Liaoning verbreitet.[1]
    - Onoclea sensibilis L. var. sensibilis: Sie ist vom zentralen bis östlichen Nordamerika verbreitet. Sie ist in Europa ein Neophyt.
- Onocleopsis F.Ballard: Sie enthält nur eine Art:
  - Onocleopsis hintonii F.Ballard (Syn.: Onoclea hintonii (F.Ballard) Christenh.): Sie ist von Mexiko bis Guatemala verbreitet.[4]
- Pentarhizidium Hayata: Die nur zwei Arten kommen in Süd- und Ostasien vor. In Indien, China und in Russlands Fernem Osten kommen beide Arten vor.[1][3]